# Antanas Visockis

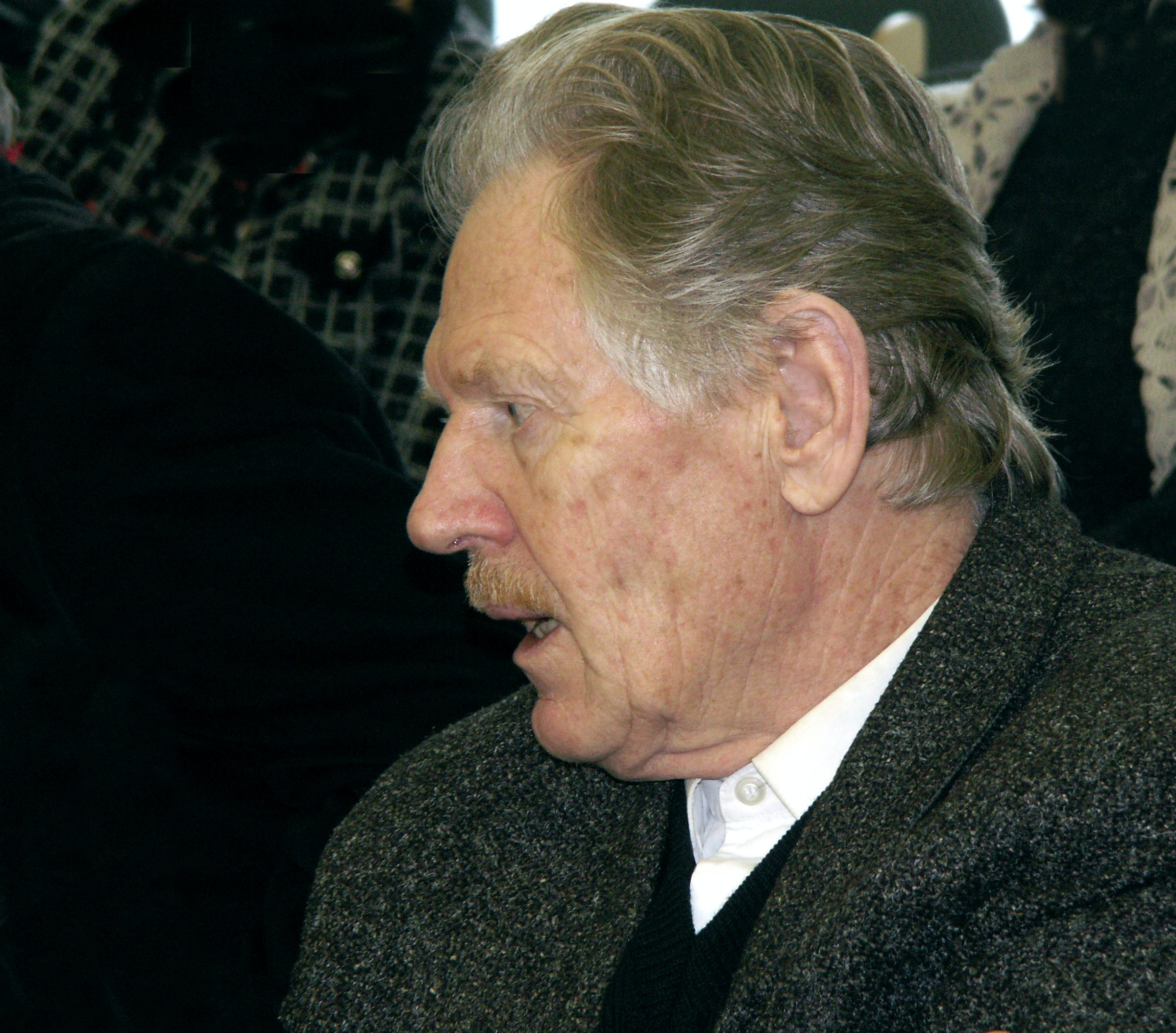

Antanas Visockis (* 18. Juli 1941 in Džiuikiai, Rajongemeinde Šiauliai) ist ein litauischer Maler, Aquarellist und Kunstpädagoge, Professor.

## Leben
Visockis lernte an der Janonis-Mittelschule in Šiauliai und von 1957 bis 1962 an der Kunstschule Kaunas. 1968 absolvierte er das Studium am Dailės institutas in Vilnius.
Von 1968 bis 1969 lehrte er an der Kinderkunstschule Šiauliai und ab 1969 am Šiaulių pedagoginis institutas (ab 1997 Šiaulių universitetas, ŠU). Von 1981 bis 1985 leitete er den Lehrstuhl für Malerei der Kunstfakultät. Seit 2004 ist er Professor der ŠU.
Seit 1974 ist er Mitglied des litauischen Malervereins Lietuvos dailininkų sąjunga, von 1984 bis 1988 Leiter der Sektion Šiauliai der LDS.

## Bibliografie
- Kompozicija, kaip mokymo ir kūrybos procesas, metodinės priemonė.